# 洛克人ZX·降臨
《洛克人ZX·降臨》是紀念洛克人系列二十周年的第二部作品，也是洛克人ZX系列的第二作。本作的时间设定在《洛克人ZX》故事的四年又八个月后。
本作與前作同樣推出男女主角的選擇，围绕与不同的洛克人敌人以及不知名的生命金属，模型V作战的故事展开，但故事發展將會為分歧路線。
该作除了同前作有着相似的平行路线选择，其北美发行的版本也进行了本地化，包含完整的英语语音配音。而欧洲的本地化版本则包含部分英语配音并可通过固件选择日文版界面。
本作在2020年2月發布的《洛克人Zero & ZX 雙雄合集》中重新发行。

## 剧情

### 背景
在洛克人ZX的故事之前，为了不再使曾经人类与雷普利机器人之间的悲剧再次发生，人们成立了“Legion”联合政府，并推举“三贤人”为领导者：阿尔伯特导师，托马斯导师以及米海尔导师。其中阿尔伯特推动建立了《人类与思考型机器人平权法案》，人类可以往身体内植入机器部件，而雷普利机器人也可以设定自己的生命周期，人类与雷普利机器人之间的界限开始模糊。
- 格雷线

在故事开篇为两位遗迹猎人闯入一个秘密的实验室，却引起了防卫机器人的注意，双方交战时不小心击破了封存着格雷的胶囊，格雷因此而苏醒。在他疑惑自己身在何处时，潘多拉出现在他面前并称他为“残次品”，扬言要销毁他，格雷捡起猎人遗留在地上的一把手枪作防御逃离了实验室，但在击败巨型机器人后地面坍塌后落下，所幸被另一位遗迹猎人救起。
- 雅雪线

在故事开篇，雅雪则是接到了由Legion下发的任务，目的是去夺回非法猎人持有的生命金属，但在飞空艇上时遇到了普罗米修斯的袭击，随后被其击败。当醒来时，发现自己在另一帮遗迹猎人的基地。

### 故事
此后在与遗迹猎人运送生命金属模块A的过程中遭到普罗米修斯和潘多拉的袭击，此时模块A回应他可以借助它的力量变身，格雷/雅雪于是变身为模块A洛克人形态。在发现格雷/雅雪为模块A的适合者后，普罗米修斯便称可以让他们也加入“命运游戏”，随后两人消失不见。在之后击倒类洛体机器人赤刃瞪羚后，模块A告诉格雷/雅雪他们可以复制所打败的敌人的DNA并转变成那个形态，尽管模块A不太确定该不该协助格雷/雅雪，但为了格雷/雅雪的安全还是愿意跟随他们寻找他的信息。
此后格雷/雅雪在传送器提交任务报告时，收到了来自三贤人的通话，三贤人表示为了研究模块A，需要格雷/雅雪亲自到访Legion总部在路程中他遇到了其它四个洛克人，赫里奥斯，阿特拉斯，特提斯和查路拿古，分别拥有着模块H，模块F，模块L和模块P。格雷/雅雪在沙漠油田与阿特拉斯交战并收集她的数据后，破解了一段密码并了解了一段有关模块V的信息。之后在前往联盟总部的路上又遭遇查路拿古的堵截，击败他后同样破解了又一段有关模块V的信息，且透露着模块V的制作者，正是三贤人之一。此后格雷/雅雪到达总部后，发现了持有多个模块V碎片的阿尔伯特，格雷/雅雪欲对其进行攻击但却被模块V碎片挡回，阿尔伯特消失前称他们还会再见面，因为格雷/雅雪是“另一个他”。
后来，Legion为格雷/雅雪安排了调查模块V的任务，在调查中格雷/雅雪在击败另外两个洛克人后破解了更多的密码，了解到阿尔伯特为所有生命金属都设置了一段特殊的密码，只有身体内拥有阿尔伯特的DNA才能成为适合者，且为了更深入调查模块V，阿尔伯特制造了一对兄妹思考型机器人，即普罗米修斯和潘多拉，并让模块V永久与他们融合在一起。在托马斯导师安排调查地下采石场的任务中，格雷/雅雪遇见了前作主角艾儿/梵及模块V，格雷/雅雪要求艾儿/梵远离模块V，但艾儿/梵拒绝并变身为ZX形态，打算为夺取模块V挑战格雷/雅雪。在击败艾儿/梵后，格雷/雅雪破解了最后的密码，原来，阿尔伯特的目的是想要将所有模块V碎片结合在一起，从而形成终极生命金属“衔尾蛇”。后来格雷/雅雪在原来封存他的实验室调查时，发现了另外两个密封舱，显示器上的内容表示这是普罗米修斯和潘多拉的密封舱，阿尔伯特利用生命周期这一特性强行让二者为其做事，否则两人便会死去，而在地下火山时格雷/雅雪与普罗米修斯、潘多拉会面时，二人宣泄出了长期以来对阿尔伯特及其所设计的命运游戏的不满，随后怨恨被阿尔伯特所收集并被模块V吞噬。火山将崩塌时，格雷/雅雪返回到猎人基地，出门后，衔尾蛇已经出现。正当格雷/雅雪手足无措之时，艾儿/梵赶到并指着天上的守卫军飞艇，表示还有反击的办法。
格雷/雅雪和艾儿/梵以及几位遗迹猎人登上飞艇后，抵达了衔尾蛇，格雷/雅雪准备前往到衔尾蛇的最深处，途中见到了阿尔伯特的正体，阿尔伯特变换成格雷/雅雪所打败的各个类洛体机器人的形态，格雷/雅雪便疑惑为何阿尔伯特会有模块A的能力，阿尔伯特表示到最深处找到他后便会告知他真相，以及他从何而来/为何是模块A的适合者。在前往的过程中遭到了另四位洛克人的阻拦，但艾儿/梵及时赶到并解围。到达最深处后，阿尔伯特告知格雷，他是自己以免遭遇不测所制造出来的的“备用身体”，而雅雪则是他血脉的后裔。并且之所以阿尔伯特能够拥有模块A复制形态的力量，正是因为模块A是由他制作出来的，A代表“阿尔伯特”。随之阿尔伯特转变为第一形态，在打败第一形态后，阿尔伯特表示他对人类与异常者之间的纷争感到绝望，所以要创造并主导一个新的世界。格雷/雅雪反驳后，阿尔伯特随后和模块V结合转变为最终形态。在格雷/雅雪击倒阿尔伯特后，格雷說自己雖是製造出來的，但拯救世界是自己的決定和命運，目的是和人類和平共存，雅雪則是責備阿爾伯特並不是甚麼神，說出沒人可改變人類的命運和故事，包括自己，說完阿爾伯特就此身亡。之後銜尾蛇即將毀壞，模块A提示要趕快離開，但格雷已筋疲力盡而昏迷。雅雪在答應之後，身體突然無法移動，之後暈倒。此时艾儿/梵在与另四个洛克人斡旋之时，模块Z表示让艾儿先去救格雷/雅雪，自己留下来对付四个洛克人，艾儿/梵犹豫后同意了模块Z的做法，此后基地爆炸，格雷/雅雪和梵/艾兒则安全撤离，格雷/雅雪醒後感謝模块A的关心，走出室外與梵/艾兒會面，並了解對方的未來去向，梵/艾兒會繼續乘守衛軍飛船去遊覽世界，而格雷會四處尋找自己的命运，雅雪則會做回遺跡獵人，去探索世界不同的地方，學習新鮮事物和提升知名度，讓世界人民認識她，最後依依不捨地道別了。

## 遊戲系統

描绘主角格雷在废品堆放站对战的一张截图

本作系统多数特性及元素与洛克人ZX相同，如2D世界，多种任务以及支线任务收集。

### 难度设定
本作玩家可以选择多种难度设定。入门模式通过减弱敌人的防御及攻击并禁用一击必杀障碍等多种功能来简化游戏难度，且在故事初段，會教導玩家如何移動，讓玩家容易上手。玩家通关專家难度模式后可以选择躁狂模式，完成该难度的剧情后可解锁隐藏结局。躁狂模式亦在游戏中限制玩家只能收集到一个能量罐，并移除所有生命增长及生命金属能量增长道具。

### 变身系统
游戏和前作一樣有R.O.C.K系统，不過已更新至2.12版本，系統更多元化，与前作相比本作地圖排布更加合理，并可显示在畫面下方，同时能够顯示玩家身處的位置，觸動左下角的地圖標記有該區域的簡易地圖（以小方格來砌成該區的範圍）。玩家亦可以通过下屏点击按钮来一键切换所要变身的形态。

### 战斗武器
本作的A形態主要武器為槍，不像往時洛克人Zero系列和洛克人ZX那樣以劍作為主要武器，不過在複製敵人能力仍然可以利用劍（包括ZX形態）。兩支槍的攻擊分為五種︰
1. 普通射擊︰直接按下射擊按鈕。（注︰男女主角的攻擊力和連射力有所不同　男為1傷害　女為1.5傷害，不過在头目戰時攻擊力相同）
2. 蓄力（短）攻擊︰按著射擊按鈕短時間。
3. 蓄力（長）攻擊︰和蓄力（短）一樣，不過按著時間較長。（兩位主角的槍擊皆不同，男主角為普通炮擊，女主角則是線條型炮擊，碰到牆邊或地下會反彈，一段時間後消失。）
4. 追蹤攻擊︰此是另一支槍的攻擊，按著攻擊按鈕會放出上下約45°的電磁光線（男女主角有所差別，男主角的比較闊，女主角的追蹤性較高），碰到敵人會作出鎖定，放下攻擊按鈕會一次性放出攻擊（男為光束，女為電磁砲），會消耗少量能量。
5. 雙槍連擊（全屏攻擊）︰此乃最新型攻擊，主角會用雙槍連環射擊，必殺技，具攻擊性，不過需要用盡全部能量計。

### 任务接受
以往ZX系列是在機器上接取任務，如果不接受任務则不會產生劇情。本作则會自動產生任務，但並不會強迫玩家到達某區域。玩家完成任務後回到传送装置提交任务报告後，就會得到賞金，且下一任務就會產生，同時可在選單中查閱正在进行及已完成的任務。

### 生命金属能量计
由于其它形态依靠模块A的复制能力，因而本作的生命金属能量计在任何形态下共用，但是与前作需要收集能量胶囊来填充不同，本作能量计会缓慢自动补充，且可以通过收集生命金属能力增长来进行升级（躁狂模式以外）。

### 数据库及特别芯片
本作也拥有前作的数据库系统，可用来解析任务及敌人信息。玩家在游戏中共可收集到85张数据磁盘，并包含一些特别磁盘，比如玩家可以收集到含有一张当时在北美发行的洛克人元祖系列一代“糟糕”的包装盒封面的磁盘。除此之外，玩家也可以收集到数种可装备的芯片种类，用来提升角色能力，比如可以中和风阻力或者在冰上行走不会打滑。并且玩家可以在游戏中一个隐藏的房间内每个月收到特别物品。

### 奖章
玩家在与八大首領对战時，利用一些特別方式來打敗它，會得到金、銀或銅獎牌，每個皆须利用不同方法去得到，比如以什么形态或者攻击方式被打败，或者击中哪个部位以及击败所需的时间。

### 小游戏
本作亦添加几个可解锁的小游戏。“宝石克星”则是洛克人ZX中C区游戏厅小游戏的多人版，仅能两人通过Wi-Fi游玩。“Advent测验”要求玩家快速辨别20个人物。“生存之路”和“Boss战”则为两个与头目对战的小游戏。“洛克人a”则是模仿红白机8位元版洛克人画风的小游戏，不过使用了本作的主角及ZX的音乐。“模块a”形态也可以在二周目中解锁，但玩家必须要在一周目中收集到前述的24个奖牌，且该形态只能通过变身按键来转换。

### 區域轉移
基於本作的區域較為散亂，不是一區連接到另一區，本作在每個區域開頭都設置一部傳送記憶裝置，簡單模式是免費開啓，專家模式則要付100EC（金錢單位），躁狂模式需要500EC。在各區域尽头或獵人營地04室都可以用傳送裝置把主角傳送到记忆装置。

## 故事動畫
本作製作了約五個動畫，多在故事的主要情節中，其男、女主角在第一個動畫中，因背景不同，所以動畫情節是完全不同，後四個都沒有很大分別。其動畫情節如下：
|    | 男主角（格雷） | 女主角（雅雪） |
| -- | --- | --- |
| 1. | 格雷在實驗室沉睡中，其研究室遭到獵人入侵，研究室守衛和獵人戰鬥畫面，戰鬥其間一名守衛被擊中，撞到格雷的機器，出現破裂…… 所有人都戰敗一段時間後，機器玻璃爆裂，漏出液體後機器關閉，格雷跌出機器後醒來。 | 獵人飛船正飛行，雅雪正在觀望下面，開始看見目標飛船後只準備槍就立刻跳下去，成功著陸。                                    |
| 2. | 此為初次變身洛克人A型的片段，格雷按著左手，後在辛苦的喊出口令變身。 | 同格雷一樣，開始片段時都是被擊中按著右手，但她是有信心地立刻站起來举手喊出口令。                                        |
| 3. | 此為主角阻止三賢人阿爾伯特的片段，兩者都一樣，只是主角的不同。主角用雙槍不斷射向他，但因有很多Model V的防護，成功逃脫。                                                                               | 此為主角阻止三賢人阿爾伯特的片段，兩者都一樣，只是主角的不同。主角用雙槍不斷射向他，但因有很多Model V的防護，成功逃脫。 |
| 4. | 此為前部女主角艾兒變身片段，展示她的樣貌和變身畫面。 | 相似於左，不過是前部男主角梵的變身片段，內容一樣。                                                                      |
| 5. | 兩者動畫皆一樣，此為最終頭目阿爾伯特變形片段，周圍環境改變。 | 兩者動畫皆一樣，此為最終頭目阿爾伯特變形片段，周圍環境改變。                                                            |

## 开发
制作组本意是想让梵和艾儿继续充当本作主角，但会津卓也提出要增加角色数量并且要让没接触过前作的玩家也能顺畅游玩本作，且该作不能以“ZX2”命名，并且主角要与前作不同。

## 音乐
與前作相同，本作开始亦没有发行OST专辑，而是发行了第二首重混曲/AST专辑「Rockman ZX Advent Soundtrack -ZXA Tunes-」，于2007年8月30日由Inti Creates发行。同前作专辑限量发行不同，本作在日本即刻全国发行。卡普空的官方商店也提供了预售专辑的限量小奖品：画有本作主角雅雪躺在沙发上听音乐，前作主角梵在打扫卫生画面的鼠标垫。
| Ashe Disc | Ashe Disc                                                |
| 曲序      | 曲目                                                     |
| --------- | -------------------------------------------------------- |
| 1.        | Go For It !（秋山薰演唱）                                |
| 2.        | Through the Lightning                                    |
| 3.        | Relief                                                   |
| 4.        | Target Chaser                                            |
| 5.        | Slam Down                                                |
| 6.        | Twisted Vine                                             |
| 7.        | Flashover                                                |
| 8.        | Bullet Drive                                             |
| 9.        | Be One（Through the Lightning 的填词版本，中村歌织演唱） |
| 10.       | In the Wind                                              |
| 11.       | Overloaded                                               |
| 12.       | Rush Trash Squash                                        |
| 13.       | Brimstone                                                |
| 14.       | Evil Heritage                                            |
| 15.       | Determined Eyes                                          |
| 16.       | Oriental Sentinels                                       |
| 17.       | Organic Line                                             |
| 18.       | Path to the Truth                                        |
| 19.       | Trap Phantasm                                            |

| Grey Disc | Grey Disc                                                        |
| 曲序      | 曲目                                                             |
| --------- | ---------------------------------------------------------------- |
| 1.        | Dive into Depth                                                  |
| 2.        | Destiny                                                          |
| 3.        | Drifting Floe                                                    |
| 4.        | Dance Macabre - Second Act -                                     |
| 5.        | Chun hsu wei lai（）（Bullet Drive 的填词版本，生志恒演唱）      |
| 6.        | Whisper of Relics                                                |
| 7.        | Uroboros                                                         |
| 8.        | United Forces                                                    |
| 9.        | The Chosen One                                                   |
| 10.       | Soul Ablaze                                                      |
| 11.       | Divine Hammer                                                    |
| 12.       | Den of Hunters                                                   |
| 13.       | Mirai e Tsuzuku Kaze（）（Target Chaser 的填词版本，糸贺彻演唱） |
| 14.       | Rockman a ( antique ) Remix                                      |
| 15.       | Go For It ! - Karaoke Version -                                  |
| 16.       | Be One - Karaoke Version -                                       |
| 17.       | Chun hsu wei lai（）                                             |
| 18.       | Mirai e Tsuzuku Kaze（）                                         |

该作的原声带与2020年由CAPCOM发行并收录在Rockman Zero & ZX Sound Box中。

## 评价与发行
该游戏获得了多数好评。IGN表示“体验属实漫长且深入，尽管这绝不是一个完美的游戏，但它的优点超过了缺点，因而我们非常推荐此游戏。”GameSpot认为该游戏的主要问题在于游戏难度对于普通玩家而言略高。Game Informer杂志给予游戏评分7分（满分10），对游戏更为简单的地图导引系统以及击败头目后可以变身为其形态的功能表示赞赏，且认为本作因同经典洛克人系列操作相仿，使其可玩性很高。
本游戏在其发售周为日本第10最畅销游戏，销量达到21,379份。2007年底日本总销量为63,977份。

## 外部連結
- （日語）—洛克人ZX‧降臨官方網頁
- （日語）—洛克人ZX‧降臨官方日誌 （页面存档备份，存于）